# Горсткин мост
Горсткин мост — пешеходный металлический балочный мост-теплопровод через реку Фонтанку в Адмиралтейском районе Санкт-Петербурга, соединяет Спасский и Безымянный острова. В настоящее время это единственный мост на Фонтанке с деревянными конструкциями.

## Расположение
Расположен в створе улицы Ефимова, соединяя ее с южной (чётной) стороной набережной Фонтанки.
Выше по течению находится Семёновский мост, ниже — Обуховский мост.
Ближайшие станции метрополитена — «Садовая», «Сенная площадь», «Спасская».

## Название
Своё название мост получил в 1910 году по наименованию Горсткиной улицы. До этого мост назывался Колпицынским пешеходным, по фамилии построившего его инженера. 

## История
В 1898 году инженером Л. Н. Колпицыным на собственные средства был построен деревянный пешеходный мост. В 1910 году он был перестроен. 
В 1928 году мост был перестроен для прокладки теплофикационных труб, работами руководил инженер П. П. Степнов. В 1940 году из-за аварийного состояния моста проход для пешеходов был закрыт. В 1949 году по проекту инженера П. В. Баженова мост капитально перестроен. Деревянные прогоны были заменены металлическими балками, ширина моста увеличена до 6,2 м. Работами по капитальному ремонту руководил инженер П. Блохин. В 1997 году силами ГУП «Мостотрест» произведено переустройство деревянной пешеходной части с устройством металлических фасадных листов.

## Конструкция
Мост трёхпролётный металлический балочный. Пролётное строение состоит из металлических балок с параллельными поясами. Опоры деревянные башенного типа, двухрядные по фасаду и четырехрядные в поперечном направлении, на свайном основании. Для защиты опор от навала судов и льда с верховой и низовой стороны устроены свайные кусты. Длина моста составляет 53,6 м, ширина — 6,2 м. 
Мост предназначен для пропуска пешеходов и прокладки труб теплотрассы. Мостовое полотно вымощено досками. Перильные ограждения металлические, простого рисунка. По концам моста устроены лестничные спуски. Фасады балок закрыты металлическими листами.